# Sheikh Zayed Road

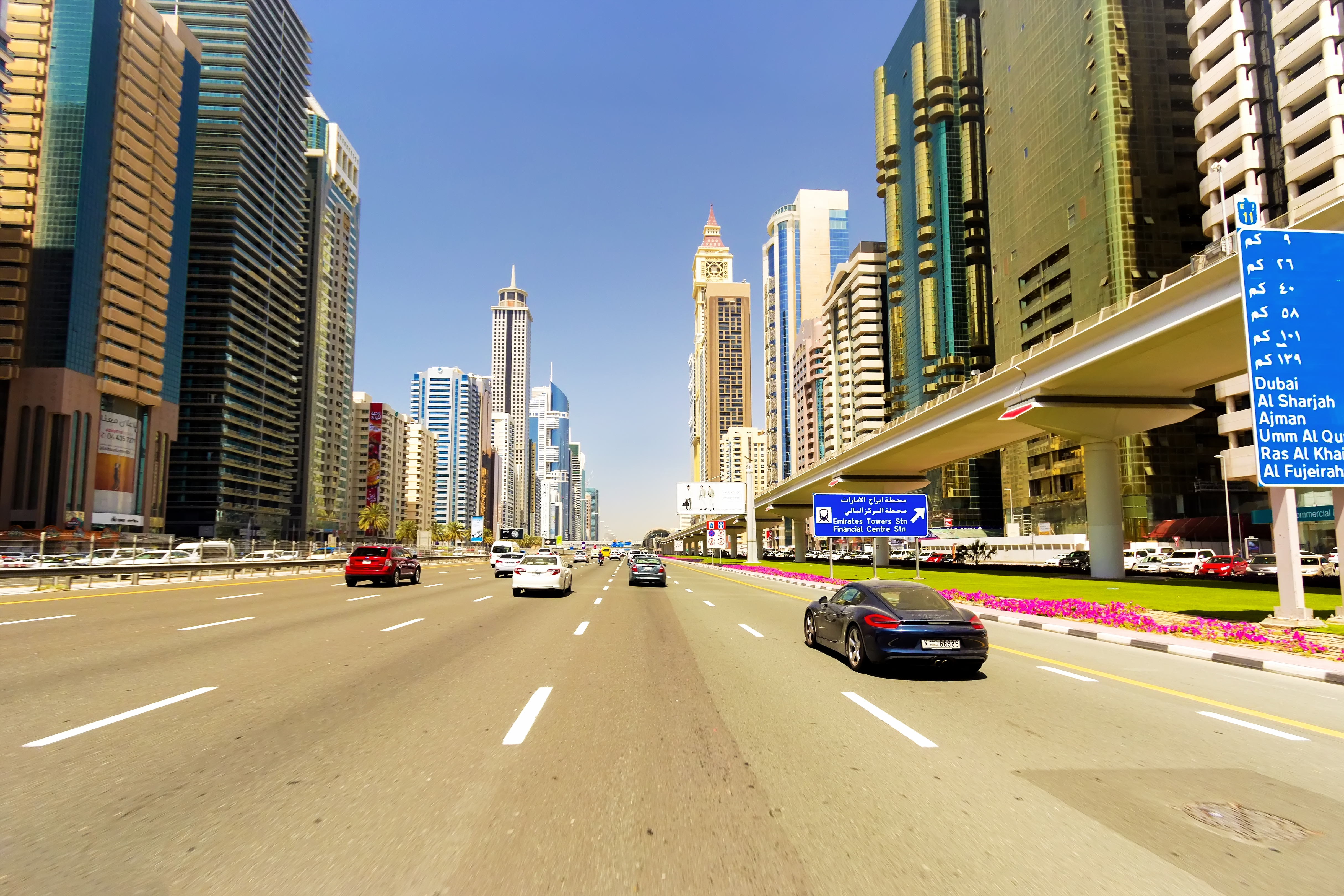
La Sheikh Zayed Road.

La Sheikh Zayed Road (en arabe : شارع الشيخ زايد, « voie Sheikh Zayed ») est la principale artère de la ville de Dubaï, partie intégrante de l'autoroute E 11 qui traverse les Émirats arabes unis. 
Elle était connue sous le nom de Defense Road avant que l'émir de Dubaï, Maktoum ben Rachid Al Maktoum, ne décide de la renommer en hommage à Zayed ben Sultan Al Nahyane, émir d'Abou Dabi, alors premier président des Émirats.
Elle relie le sud de Jebel Ali, à la frontière entre les émirats de Dubaï et d'Abou Dabi (24° 53′ 22″ N, 54° 56′ 06″ E), au centre-ville de la capitale de ce dernier, le rond-point du World Trade Centre de Dubaï (25° 13′ 47″ N, 55° 17′ 23″ E).
Parmi les gratte-ciels remarquables de la Sheikh Zayed Road, nous pouvons citer la Rose Tower (333 m), la HHHR Tower (317 m), la Millenium Tower (285 m), ou encore la 21st Century Tower (269 m). La Burj Khalifa est proxime à cette rue.